# Ластаб
Ластаб (араб. لستب‎) — деревня на северо-западе Иордании, расположенная на территории мухафазы Аджлун. Входит в состав района Аджлун.

## Географическое положение
Деревня находится в северной части мухафазы, в гористой местности, к востоку от реки Иордан, на расстоянии приблизительно 36 километров (по прямой) к северо-западу от столицы страны Аммана. Абсолютная высота — 752 метра над уровнем моря.

## Население
По данным официальной переписи 2015 года численность население составляла 7 человек (4 мужчины и 3 женщины). В деревне имелось одно домохозяйство.